# Franz Xaver Rosenberger
Franz Xaver Rosenberger (* 17. August 1820 in Lackenhäuser; † 28. Mai 1895 in Passau) war ein Fabrikant und Reichstagsabgeordneter.
Rosenberger war Eisenhändler, Kaufmann, Guts-, Bergwerks-, Glashütten- und Brauereibesitzer in Passau.
Zwischen 1875 und 1886 war er Mitglied der bayerischen Kammer der Abgeordneten für die Patriotenpartei und den Wahlkreis Passau. Von April 1872 bis Anfang 1874 war er Mitglied des Deutschen Reichstags für das Zentrum und den gleichen Wahlkreis als gewählter Nachrücker für den verstorbenen Abgeordneten Franz Xaver Greil.